# Жолт Пожгаи
Жолт Пожгаи (на унгарски: Zsolt Pozsgai), унгарски драматург, театрален и филмов режисьор, сценарист, носител на награда „Бела Балаж“. Бил е художествен ръководител много театри, също така сътрудник на литературни и културни издания.

## Биография
Жолт Пожгаи е роден на 20 септември 1960 г. в Печ. Завършва средното си образование в гимназията „Лайош Над“ в Печ, където е един от основателите на известния в Печ и района аматьорски театър „Хегония“. Изпълняват написани от самите тях пиеси или забранени по онова време произведения.
След дипломирането си, освен с аматьорски театър, Пожгаи се занимава и с други професии (асистент в Бърза помощ, директор на културен дом, операционен санитар, шофьор, певец в бар).
От 1982 г. е член на Националния театър в Печ като асистент-режисьор, художествен секретар, организатор, драматург. Междувременно от 1985 г. до 1988 г. следва в университета „Янус Паноний“, специалности унгарска филология и просвета, но не завършва, тъй като му предлагат да стане ръководител на издателство „Патрия“ в Будапеща. Там пише първата си пиеса – „Хораций“.
След отбиването на военната си служба Пожгаи отново става член на Националния театър в Печ, след това е редакционен секретар на поредицата „Панония кьонвек“ в Печ при Тибор Тюшкеш. След това става основател и ръководител на издателство „Патрия“ в Будапеща.
От 2003 г. е ръководител на театър „Арантиз“ и на театър „Комедиум“ в Будапеща, а от 2007 г. е директор на „Хорацио филм“. По това време е режисьор и драматург в театър „Петьофи“ във Веспрем под ръководството на Ищван Буйтор. От създаването на Националната библиотека Пожгаи участва в дейността ѝ и обикновено той пише предговорите на книгите. От 2012 г. е художествен ръководител и главен режисьор на театър „Уйсинхаз“ в Будапеща, но през 2013 г. подава оставка. От октомври същата година е писател на свободна практика, режисьор, както и един от авторите на списание „Мадяр кроника“.
От 1995 г. е сценарист на няколко телевизионни сериала. Публикува и в литературни списания. През 2006 г. Пожгаи снима първия си игрален филм като сценарист и режисьор „Кладенец на тишината“. След това пише и режисира още телевизионни, игрални и документални филми.

## Избрани творби
- „Хораций“
- „Лизелота и месец май“, „Джина и Фидел“, „Защото на мама така ѝ харесва“ – Поставяни и на българска сцена.
- ”Девици и чудовища”, сборник пиеси, Изд. „Ерго“, 2017, превод от унг. Нели Димова и Красимира Гаджокова